# Freestyle ai I Giochi olimpici giovanili invernali - Halfpipe maschile
La gara dell'halfpipe ragazzi di freestyle ai I Giochi olimpici giovanili invernali di Innsbruck 2012 si è tenuta sulla pista di Kühtai il 14 e 15 gennaio. Hanno preso parte a questa gara 13 atleti in rappresentanza di 13 nazioni.

## Risultato

### Qualificazioni
| Pos. | Pett. | Atleta             | Nazione       | punteggio 1ª manche | punteggio 2ª manche | Miglior punteggio | Note |
| ---- | ----- | ------------------ | ------------- | ------------------- | ------------------- | ----------------- | ---- |
| 1    | 9     | Beau-James Wells   | Nuova Zelanda | 82.50               | 77.50               | 82.50             | Q    |
| 2    | 10    | Kai Mahler         | Svizzera      | 14.25               | 76.50               | 76.50             | Q    |
| 3    | 8     | Aaron Blunck       | Stati Uniti   | 75.75               | 73.00               | 75.75             | Q    |
| 4    | 1     | Lauri Kivari       | Finlandia     | 75.50               | 49.00               | 75.50             | Q    |
| 5    | 7     | Aaron Mackay       | Canada        | 64.25               | 72.25               | 72.25             | Q    |
| 6    | 13    | Johan Berg         | Norvegia      | 70.00               | 30.75               | 70.00             | Q    |
| 7    | 3     | Cesar Fabre        | Francia       | 64.00               | 26.25               | 64.00             | Q    |
| 8    | 6     | Tyler Harding      | Regno Unito   | 59.25               | 63.50               | 63.50             | Q    |
| 9    | 11    | Lucas Mangold      | Germania      | 26.00               | 61.50               | 61.50             | Q    |
| 10   | 2     | Kim Kwang-Jin      | Corea del Sud | 52.50               | 58.50               | 58.50             | Q    |
| 11   | 5     | Daniel Walchhofer  | Austria       | 8.50                | 52.75               | 52.75             | Q    |
| 12   | 12    | Thomas Waddell     | Australia     | 14.50               | 47.75               | 47.75             | Q    |
| 13   | 4     | Ian Serra Carrillo | Andorra       | 19.50               | 40.50               | 40.50             |      |

### Finale
| Pos. | Pett. | Atleta            | Nazione       | punteggio 1ª manche | punteggio 2ª manche | Miglior punteggio |
| ---- | ----- | ----------------- | ------------- | ------------------- | ------------------- | ----------------- |
|      | 10    | Kai Mahler        | Svizzera      | 95.00               | 67.25               | 95.00             |
|      | 1     | Lauri Kivari      | Finlandia     | 48.75               | 90.00               | 90.00             |
|      | 8     | Aaron Blunck      | Stati Uniti   | 64.25               | 87.50               | 87.50             |
| 4    | 9     | Beau-James Wells  | Nuova Zelanda | 85.50               | 83.75               | 83.75             |
| 5    | 3     | Cesar Fabre       | Francia       | 74.75               | 79.25               | 79.25             |
| 6    | 7     | Aaron Mackay      | Canada        | 70.75               | 76.50               | 76.50             |
| 7    | 13    | Johan Berg        | Norvegia      | 66.75               | 71.75               | 71.75             |
| 8    | 2     | Kim Kwang-Jin     | Corea del Sud | 67.75               | 61.75               | 67.75             |
| 9    | 5     | Daniel Walchhofer | Austria       | 57.25               | 66.25               | 66.25             |
| 10   | 6     | Tyler Harding     | Regno Unito   | 62.75               | 31.25               | 62.75             |
| 11   | 12    | Thomas Waddell    | Australia     | 48.25               | 14.25               | 48.25             |
| 12   | 11    | Lucas Mangold     | Germania      | 27.00               | 46.75               | 46.75             |

Legenda:
- Pos. = posizione
- Pett. = pettorale
- Q = qualificato per la finale